# Rödlas (Neunkirchen am Brand)
Rödlas ist ein Gemeindeteil des Marktes Neunkirchen am Brand im Landkreis Forchheim (Oberfranken, Bayern).

## Geografie
Das Kirchdorf liegt im Nordwesten der Gräfenberger Flächenalb etwa viereinhalb Kilometer ostnordöstlich des Ortszentrums von Neunkirchen am Brand auf einer Höhe von 390 m ü. NHN.

## Geschichte
Der Ort wurde im 13. Jahrhundert als „Röthles“ erstmals urkundlich erwähnt. Bis zum Beginn des 19. Jahrhunderts unterstand Rödlas der Landeshoheit des Hochstifts Bamberg. Die Dorf- und Gemeindeherrschaft wurde vom Amt Neunkirchen als Vogteiamt ausgeübt. Auch die Hochgerichtsbarkeit stand diesem Amt in seiner Rolle als Centamt zu.
Als das Hochstift Bamberg infolge des Reichsdeputationshauptschlusses 1802/03 säkularisiert und unter Bruch der Reichsverfassung vom Kurfürstentum Pfalz-Baiern annektiert wurde, wurde Rödlas Bestandteil der während der „napoleonischen Flurbereinigung“ gewaltsam in Besitz genommenen neubayerischen Gebiete.
Durch die Verwaltungsreformen im Königreich Bayern zu Beginn des 19. Jahrhunderts wurde Rödlas mit dem Zweiten Gemeindeedikt 1818 eine Ruralgemeinde. Durch die Gebietsreform in Bayern wurde Rödlas am 1. Januar 1972 in die Marktgemeinde Neunkirchen am Brand eingegliedert.

## Verkehr
Die von Ermreuth kommende FO 28 durchquert Rödlas und verläuft über das Hetzlasgebirge weiter nach Großenbuch. Der ÖPNV bedient das Dorf mit einer Buslinie des VGN. Die nächstgelegenen Bahnhöfe befinden sich in Baiersdorf an der Bahnstrecke Nürnberg–Bamberg sowie in Igensdorf an der Gräfenbergbahn.

## Baudenkmäler

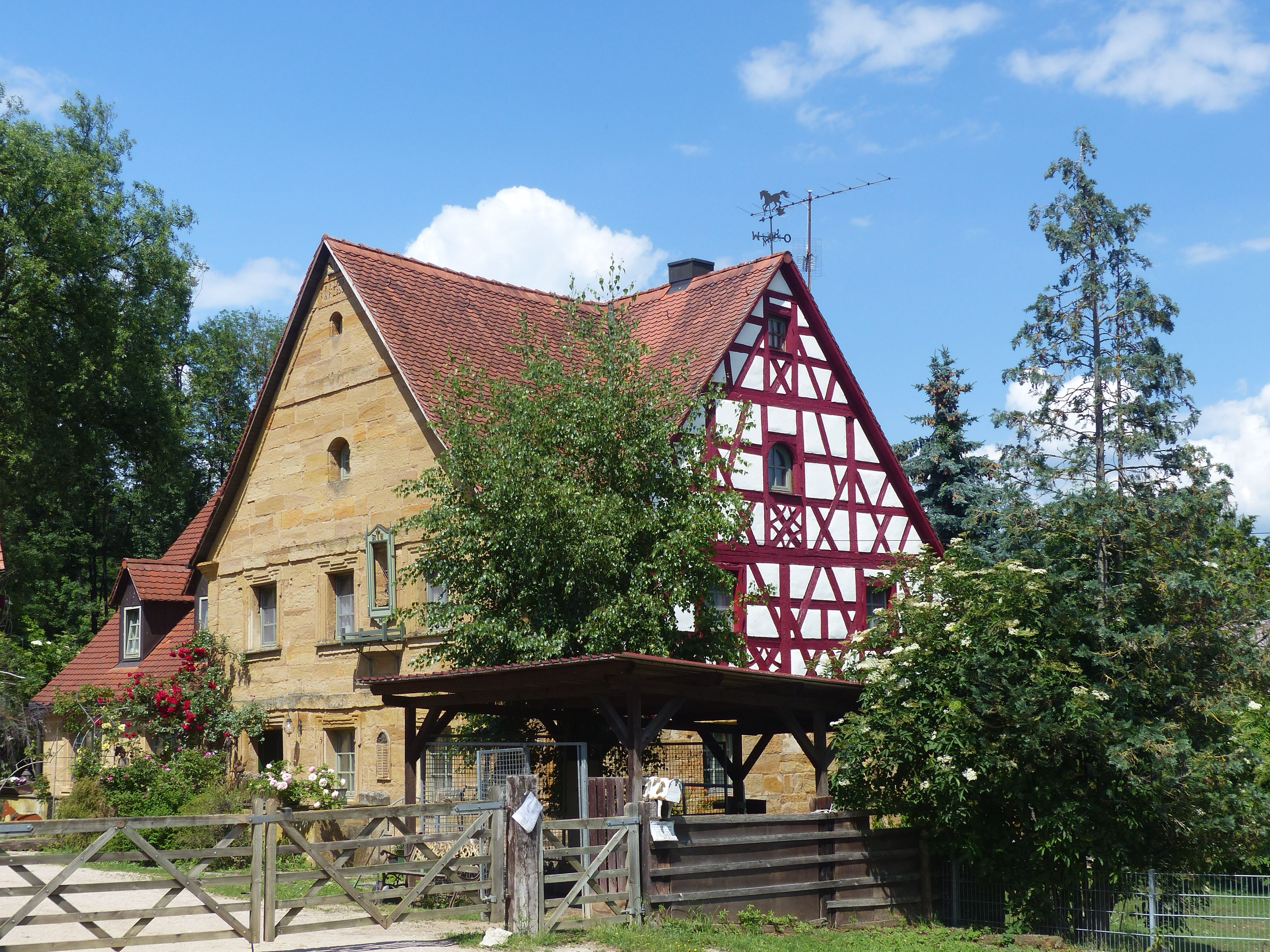
Aus der Mitte des 18. Jahrhunderts stammendes Bauernhaus

In Rödlas gibt es sechs denkmalgeschützte Bauwerke, eine Kapelle, einen Bauernhof und vier Bauernhäuser.